# Tsukamurella spumae
Tsukamurella spumae es una especie de bacteria grampositiva del género Tsukamurella. Fue descrita en el año 2003. Su etimología hace referencia a espuma. Es aerobia, inmóvil. Las colonias son entre anaranjadas-rojas, irregulares. Crece a 25 °C y 37 °C pero no a 45 °C. Resistente a gentamicina, kanamicina, neomicinany vancomicina. Sensible a penicilina G. Se aisló del lodo de depuradoras en Nottingham, Reino Unido. De ella se han aislado también lípidos de trehalosa con comportamiento tensioactivo y capacidad emulsionante. Por otro lado, se ha seguido encontrando en aguas residuales y también en material para cultivo de vegetales. En cuanto a la clínica, existen algunos casos de infección en humanos, como en queratitis, otitis y aislamientos de esputos.